# Hinata Hyūga
Hinata Hyuga (日向ヒナタ Hyūga Hinata?) o Hinata Uzumaki (うずまきヒナタ Uzumaki Hinata?) es un personaje del manga y anime Naruto, creado por el mangaka Masashi Kishimoto y perteneciente a la rama principal del Clan Hyūga. Su nombre significa 'un lugar soleado' (ヒナタ Hinata?). Este nombre, además, sigue la costumbre del clan de incluir una kana del Gojūon (ha (ハ), hi (ヒ), fu (フ), he (ヘ), o ho (ホ)) y su apellido significa 'hacia el sol' (日向 Hyūga?) y también es el nombre de una ciudad en Japón. En la actualidad Hinata es madre de Boruto Uzumaki y Himawari Uzumaki, y esposa de Naruto Uzumaki el séptimo Hokage. 
Tanto en el manga como en el anime, Hinata es una kunoichi de la Aldea Oculta de la Hoja y formó parte del «Equipo 8», conformado por sus compañeros: Kiba Inuzuka, Shino Aburame y su exlíder y sensei, Kurenai Yūhi

## Creación y Concepción
Las técnicas sucesorias de la familia Hyūga que posee este personaje, están basadas en artes marciales chinas que se basan en técnicas de combate que manejan movimientos suaves, tales como el Nei chia, el Tai Chi Chuan y el Hsing I Chuan. Este tipo de arte marcial pone énfasis en el "poder interno", en detrimento del "poder externo", tendiendo a acentuar una redirección circular que busque controlar la fuerza del oponente en vez de enfrentar fuerza contra fuerza. De este modo, dichas artes marciales son un posible origen del estilo de pelea del Clan Hyūga, basado en el Jūken (Puño Suave). Finalmente, su estilo de combate es similar al Pa Kua Chang y sus técnicas manejan el concepto filosófico del Círculo Celestial de los Ocho Símbolos.

## Historia

### Pasado
Como la hija primogénita de Hiashi Hyūga, el líder del clan Hyūga, Hinata era la siguiente heredera de la rama principal del Clan Hyūga. Ella comenzó a entrenar con su padre a partir de los 3 años de edad en las técnicas más básicas de la familia, como el estilo de combate basado en el Jūken (puño suave o gentil), pero resultó ser demasiado débil para su edad. Sin embargo, su posición como miembro de la rama principal la hacía un objetivo muy apreciado por las otras aldeas ninja, quienes estaban deseosas de conocer todos los secretos del clan y si era posible obtener el Byakugan, para utilizarlos a su favor en caso de una guerra con la Aldea Oculta de la Hoja. Así, Hinata se vería envuelta en un intento de secuestro una noche mientras dormía, pero su padre quien estaba vigilando esa noche se aparecería para rescatarla y termina matando a su secuestrador en el proceso, quien en realidad era un ninja de la Aldea Oculta de las Nubes y encima todo, era uno de los representantes que había enviado el País del Rayo para firmar un tratado de paz con la Aldea Oculta de la Hoja.
A raíz de este incidente, la Aldea Oculta de las Nubes no aceptaría la justificación de dicho asesinato y por ello, las relaciones entre ambos países comenzaban a deteriorarse rápidamente, poniendo a ambas aldeas "en las puertas" de una nueva guerra. Dado que la Aldea Oculta de la Hoja no deseaba una nueva confrontación, decidió renegociar un nuevo tratado de paz en el que la Aldea Oculta de la Nubes exigía el cadáver del asesino, como compensación frente al crimen cometido. El efecto de esto sería el sacrificio del hermano gemelo de Hiashi Hyūga, que es perteneciente a la rama secundaria, Hizashi Hyūga, con tal proteger los secretos de combate del clan y al mismo tiempo evitar que el Byakugan terminara en manos enemigas, todo esto debido a que Hizashi lleva puesto el sello maldito de la rama principal del clan, el cual una vez que el muera su Byakugan se sellara para siempre y de esta forma la Aldea Oculta de las Nubes no obtendrían nada de su cadáver, a raíz de este sacrificio, el hijo de Hizashi, Neji Hyūga profesaría un enorme odio y rencor hacia la rama principal del clan por este hecho, incluyendo a su prima Hinata.
Después de aquel incidente, Hinata seguiría entrenando con su padre por varios años hasta que un día, él la juzgaría como una "causa perdida", al considerar que su habilidad de combate era muy inferior a la de su hermana Hanabi Hyūga quien era cinco años menor que ella y la dejaría al cuidado de su maestra Kurenai Yūhi.

## Primera parte
Hinata aparece nuevamente junto con su equipo en el examen de ascenso a Chūnin entre los cuales estaría también Naruto Uzumaki, este mismo piensa que "Es rarísima, siempre que la miro, me aparta la vista. Es muy tímida y un poco sosa". Durante el primera prueba la cual es un examen escrito, se muestra a Hinata ofreciéndole su examen a Naruto para que lo copiara, lo cual era el verdadero objetivo de la evaluación (conseguir las respuestas del examen sin ser descubierto por los ninjas censores alrededor), el cual le pregunta por qué quiere ayudarlo, ante lo cual tímidamente le dice que es para que no tenga que abandonar pronto el examen y estar todos los novatos juntos, sin embargo cuando Naruto está a punto de empezar a copiar el examen escrito de Hinata, inmediatamente una shuriken pasa muy cerca de ellos y presencian como uno de los ninjas censores había descubierto que uno de los participantes de otra aldea se estaba copiando de un examen ajeno y fue forzado junto a sus compañeros de equipo a abandonar el examen escrito con una nota reprobatoria del examen. Luego del tremendo susto, Hinata le pidió a Naruto que se apresurara y copiara las respuestas de su examen escrito, pero a pesar de la oferta, Naruto decide no copiarse del examen de Hinata, ya que si a ambos los descubrían copiándose, se meterían en serios problemas y tanto a ella como sus compañeros serían forzados a abandonar el examen escrito reprobados, al igual que a los compañeros de Naruto en última instancia y le pide que haga su mejor esfuerzo, en ese instante Hinata se empieza a mostrarse un poco sorprendida por la respuesta de Naruto, indicando que este se preocupaba por su bienestar y decidió dejar de insistirle, por lo que decidió continuar con el examen escrito. Después de tanto esfuerzo logra aprobar el examen escrito, apoyada en la determinación invencible de Naruto, durante el dilema de la décima pregunta planteada por el evaluador Ibiki Morino. Por otra parte, durante la prueba en el Bosque de la Muerte, el Equipo 8 fue el segundo en terminarla después del Equipo de Gaara, Temari y Kankurō, de quienes observaron, en un combate que estos sostuvieron con Shinobis de la Aldea Oculta de la Lluvia, el instinto asesino y sanguinario que poseen, especialmente Gaara, al tal punto que Hinata y su equipo de llegaron a temer por sus vidas por un momento.
En los combates preliminares, fue emparejada para luchar contra su primo Neji Hyūga, quien, a lo largo del tiempo, había acumulado mucho odio y resentimiento hacia el Sōke (Rama Principal) a la cual pertenecía ella. Antes del combate, Neji intentaría persuadirla para que se rindiese sin pelear, basado en su creencia en el fatalismo. Le diría, entre otras cosas, que la única razón por la que había decidido tomar el examen era para ayudar a sus compañeros Kiba y Shino a presentarse en la evaluación, aún en contra de su voluntad, dado el requisito obligatorio de la formación de un grupo de tres ninjas para el acceso al examen, aun cuando ella le replicaría que entró con el objetivo de probarse a sí misma para mejorar. Así mismo, él "leería", con su Byakugan, el movimiento de los ojos y del cuerpo de Hinata para demostrarle que, en el fondo de su alma, ella sabía que iba a perder la pelea. Esta intimidación, que cumplía el objetivo de desequilibrar y derrumbar mentalmente a la primogénita del jefe del Clan Hyūga, sería contrarrestada por el apoyo verbal de Naruto, quien insta a Hinata a derrotar a Neji para que este dejara de sacar conclusiones definitivas sobre las personas que lo rodean. Esa voz de aliento la haría reaccionar, aceptando con determinación el combate por iniciar, para sorpresa de su rival.
A pesar de lo anterior, durante el combate se hizo patente la superioridad combativa de Neji, quien dejó a Hinata en un estado de incapacidad para ejecutar técnicas ninja y con un grave daño cardiaco, producto de un golpe Jūken; sin embargo, Hinata se rehusó a caer y rendirse mientras la persona que más admiraba, Naruto, estuviera observándola. Finalmente, Neji, contrariado por la determinación de Hinata y por haber puesto en evidencia que era él quien más sufría por el asunto de la rivalidad entre la rama principal y secundaria, pero Neji por su parte no se muestra conforme con este comentario de su prima y trata de matarla, pero antes de dar el golpe definitivo, es rápidamente sometido por los jōnin Hayate Gekkō, Kakashi Hatake, Kurenai Yūhi y Might Guy en el último segundo, en donde el propio sensei de Neji rápidamente lo reprime y le menciona que se tranquilice y que no deje que sus emociones nublen su juicio. Tras el encuentro, Naruto corre a ver el terrible estado en el que había terminado Hinata, quedando inconsciente en el proceso y su sensei Kurenai, temiendo que la condición Hinata empeore más, le pide a los ninjas médicos que la lleven de urgencia al hospital de la aldea, pero también en silencio felicita el progreso de Hinata, Naruto al ser insultado por Neji por haberla apoyado, juró vengarla.
Hinata se recuperó un mes después y paseando por los campos de entrenamiento de la aldea, se encontró coincidentemente con Naruto, quien iba de camino al estadio para su enfrentamiento en los combates finales contra Neji Hyūga, aunque con vacilaciones sobre sus posibilidades para derrotarlo. En la conversación que sostendrían, Naruto le confiesa su duda sobre si su fuerza era un ejemplo a seguir para ella, creyendo que era solo un reflejo de su aparente rudeza para ocultar su frustración por sus fracasos, y Hinata le respondió que él era un perdedor orgulloso que siempre fracasaba solo para levantarse y perseverar hasta lograr sus objetivos, siendo esa la verdadera fuente de su gran poder y potencial. Naruto le agradeció sus palabras y le pidió que fuera, como espectadora, a ver como vencía al genio del Clan Hyūga.
Durante dicho combate, en la que fue al estadio acompañada de Kiba, la superioridad de habilidades que exhibiría Neji sobre Naruto llenó de angustia y tensión a Hinata, lo cual la haría recaer en su dolencia cardiaca revelando que sus heridas no estaban del todo sanadas teniendo que ser atendida rápidamente por Kabuto Yakushi, quien en ese momento, estaba disfrazado como un miembro del ANBU para participar en el plan de invasión a la Aldea Oculta de la Hoja, planeado por Orochimaru y la Aldea Oculta de la Arena, finalmente Kabuto, quien a pesar de estar en el lugar para otro propósito logra curar al 100% las heridas de Hinata y Kiba por su parte decide llevarla a su casa para que descansara, pero también el porqué Kabuto decidió sanar a Hinata, aun sigue siendo un misterio. De esta forma, Hinata se perdió la sorpresiva victoria de Naruto sobre su primo Neji, sin embargo su hermana menor Hanabi más tarde le contaría a Hinata lo que se perdió.
Una vez retomada la vida cotidiana de la aldea tras la invasión y ya recuperada definitivamente de sus heridas, se ve a Hinata en la casa de su padre sirviéndole el té a él y a su primo Neji, quienes estaban entrenando, mostrando que padre e hija se habían reconciliado al reconocer este los importantes avances que ella había logrado, tanto en habilidad como en personalidad. 

### La búsqueda del Bikochu
Durante los capítulos de relleno del Anime el equipo 8 es asignado junto con Naruto para buscar un insecto llamado Bikochu, el cual tiene un olfato mil veces más potente que el de los humanos o los perros ninjas. Con ese insecto podrían obtener una pista del paradero de Sasuke y Orochimaru. Durante esta parte se muestra el entrenamiento de Hinata, ayudada por sus compañeros de equipo Shino y Kiba; además se descubre que sale a entrenar sola por las noches. Pero durante un entrenamiento nocturno en una cascada cercana al campamento, Naruto la descubre entrenando, completamente desnuda y parcialmente tapada por el agua, quedándose pasmado al verla, aunque no llegó a reconocerla. Pero cuando Naruto intenta hablar con ella, este se resbala por una roca mojada y se cae al agua, momento que Hinata aprovecha para esconderse al verse en tal situación, aunque también olvido recoger su ropa la cual estaba oculta detrás de una roca, fuera de la vista de Naruto. Al día siguiente Naruto le cuenta a Kiba que vio a una chica super hermosa en la cascada, pero Kiba le menciona a Naruto que lo que vio seguramente debió ser un sueño. En ese momento Hinata empieza a creer que Naruto la reconoció esa noche mientras entrenaba desnuda en la cascada y se avergonzó a tal punto que su cara se puso completamente roja, llegando hasta el punto de casi desmayarse, aunque por fortuna no llegó a hacerlo y logró calmarse. Durante esos entrenamientos Hinata desarrolla su mejor jutsu hasta ese momento, "Ocho Trigramas 64 Palmas Protectoras", un Jutsu que hasta Neji envidiaría. Poco después es secuestrada y durante el resto de la mini-saga, sus compañeros intentan liberarla, pero al final, ella misma consigue escapar y salvar heroicamente a sus compañeros usando su nuevo jutsu, pero la búsqueda del Bikochu resulta fallida debido a un descuido de Naruto.

### El cazarrecompensas
Después Hinata es enviada junto a Naruto y Kiba (Shino estaba en una misión junto a su clan) a atrapar a un ladrón muy buscado, en el camino se encuentran a un cazarrecompensas interesado en el mismo objetivo, dejándolos inconscientes parte en la búsqueda del ladrón, el cual le tendió una trampa dejándolo gravemente herido, el equipo, ya consciente le sigue el rastro y encuentran al cazarrecompensas en el suelo, lo llevan a una casa cercana y Hinata cura sus heridas, al día siguiente dejan al cazarrecompensas descansar y siguen hacia una aldea la cual contiene algo de interés para el ladrón, la campana dorada de la aldea, caen en una trampa del ladrón, pero el cazarrecompensas llegó a ayudarlos, juntos fueron por el ladrón, pero alguien más lo había atrapado, la misión fue considerada un fracaso.

### El tesoro perdido
Después, debido a los recurrentes fracasos del equipo, Tsunade disfraza un entrenamiento de trabajo en equipo como una misión, y los amenaza con devolverlos a la academia si no lograban encontrar un tesoro escondido, pero siempre habían discusiones entre Naruto y Kiba, mientras que Hinata estaba preocupándose por ellos, siempre escogiendo caminos diferentes y Hinata siguiendo a Naruto, al llegar a una cueva encuentran el botín de los ladrones, pero son capturados por el mismo hombre que había pedido que encuentren el botín, y sus ayudantes utilizaron un jutsu para suplantar sus identidades, y los dejaron en la cueva a morir, mientras esta se desmoronaba, pero los tres fueron salvados gracias al nuevo jutsu de Hinata, quien no pudo seguir el ritmo de Naruto y Kiba hacia la aldea debido a que estaba herida en su pierna, al llegar a la aldea, Naruto y Kiba se separaron para encontrar a los impostores, los cuales fueron vencidos, al llegar Hinata a la aldea confundió a Naruto con uno de los impostores y le dio un golpe de Juken en el corazón, aunque después, Kiba le mencionaría a Hinata que a la persona que atacó por accidente era en realidad el verdadero Naruto y se disculpo con él, ya capturados los impostores y el botín, fueron a reportarse con Tsunade, la cual les explicó el verdadero motivo de la misión.

### El País de los Vegetales
En el relleno de El País de los Vegetales, Hinata, Chouji y Naruto fueron llevados a escoltar a una princesa, ya que su país estaba en guerra. Hinata se enfrentó a Jiga (el segundo de los tres hermano que buscaban matar a la princesa) que daba magnetismo a cualquier cosa que tocara su cuerpo, para salvar a Naruto utilizó su nuevo Jutsu, venció a Jiga dando un golpe de Juken directo en su corazón, lo cual causó que la tierra alrededor de él se volviera magnética, arrastrándolo a él y a Hinata hacia la muerte bajo tierra, pero Hinata fue rescatada por Chouji y Naruto, quien le prometió a Hinata que protegería a la princesa, la misión fue llevada a cabo con éxito.

### La partida
Finalmente, tras la partida de Naruto para su entrenamiento con Jiraiya, esta se esconde detrás de un poste y no logra despedirse a tiempo de Naruto y se prometería a sí misma hacer su mejor esfuerzo para hacerse más fuerte.

## Segunda parte
En los tres años siguientes, Hinata ha alcanzado el rango de Chūnin, al igual que sus compañeros de equipo, y la lejanía no ha modificado sus sentimientos hacia Naruto. Más adelante, dada su habilidad de búsqueda y ubicación en terreno, sería elegida junto con Kiba y Shino para integrar el grupo de 8 personas que buscarían a Sasuke e Itachi Uchiha, haciendo equipo con Naruto, Sakura, Sai, Kakashi y Yamato. Durante la planeación para esa misión, además, se sugiere que ella ya sabe el secreto sobre Naruto y Kurama que este alberga en su interior. Ella, dentro del equipo de ocho, se enfrentó a Tobi, de la Organización Akatsuki pero este escapó.

### Ataque y destrucción de la Aldea de la Hoja a manos de Akatsuki
Durante el asalto de Pain a la Aldea Oculta de la Hoja, Hinata es vista junto con un miembro herido de su clan, observando a distancia la batalla que se efectúa entre Naruto y Pain; justo en el momento que el Akatsuki captura a Naruto, enterrándole varias estacas de metal negras en las manos y luego en el resto cuerpo para dejarlo completamente inmovilizado en el suelo, justo cuando Pain se preparaba para llevarse a Naruto a su guarida, Hinata rápidamente interfiere en la pelea y aleja a Pain de Naruto en ese momento, rápidamente Naruto le pide que huya rápido de ahí, ya que ella no tiene posibilidades contra Pain y es entonces cuando Hinata le dice a Naruto que está siendo egoísta y desea pelear ya que él le enseñó a ver la vida de una manera correcta y finalmente le declara su amor a Naruto. Hinata rápidamente activa su Byakugan y se prepara para a atacar a Pain, pero en lugar de atacarlo directamente, esta comienza a romper las estacas negras que mantienen a Naruto inmovilizado en el suelo, sin embargo Pain, anuente de lo que ella está haciendo la ataca rápidamente con un Shinra Tensei. Pero Hinata en vez de darse por vencida decide utilizar su jutsu: Paso Suave Doble Puño de Leones Gemelos para contraatacarlo devuelta, llegando a darle un fuerte golpe en la cara, justo en el momento que la conexión de Nagato con el cuerpo de Pain se había desconectado por unos segundos, momento que Hinata aprovecha para terminar de romper las otras estacas negras que faltaban, pero justo cuando está a punto de lograrlo, Pain pierde la paciencia y la ataca nuevamente con otro Shinra Tensei dejándola malherida, Minutos después Hinata se despierta del fuerte impacto y trata de acercarse a Naruto, quien le suplica que se aleje del lugar, pero Hinata no escucha y se acerca a Naruto, Pain inmediatamente le dice que porque a pesar de que está a punto de morir se sigue resistiendo y Hinata le responde la misma frase que Naruto le dijo una vez: "No voy a rendirme y ni a renunciar a mi palabra, ya que ese es mi camino ninja". Luego ante la aterradora e impotente mirada de Naruto, Pain lanza a Hinata por los aires y la estrella violentamente contra el suelo y le clava una de las estacas negras, dando a entenderle a Naruto que la asesinó, pero realmente solo la hirió de gravedad; Sin embargo algunas cosas de este combate ocurren de una manera muy distinta al manga, que en el mismo anime, donde además, en pleno enfrentamiento con Pain según el anime, un flashback revela que poco antes de entrar a la Academia Ninja, Naruto la defendió de unos niños que la agredieron. Debido a su personalidad, Hinata nunca pudo agradecerle a Naruto, ya que su guarda espaldas la alejo inmediatamente de él, hecho que lamento durante mucho tiempo.
La supuesta muerte de Hinata causa que Naruto se enfureciera a tal grado que pierde por completo el control de sí mismo y termina transformándose en su versión 4 colas de Kurama y se libera de las estacas negras que Pain le había colocado antes y en un pleno ataque de furia empieza a destruir todo lo que encuentra en su camino, conforme su ira aumenta más durante la pelea con Pain. En pleno combate, Naruto sufre una nueva transformación por su furia aumentada y libera esta vez la versión 6 colas de Kurama, sacando además parte del esqueleto de la bestia con cola en dicha transformación, llegando incluso a causarle enormes problemas a Pain por su velocidad y poder. Mientras esto sucedía, Hinata quien a pesar de estar malherida aún seguía preocupada por Naruto. Justo en el clímax del combate, Naruto se encontraba a punto de liberar completamente las 9 colas de Kurama, ya que si eso pasaba Naruto sería poseído por el zorro completamente (ya que sólo faltaba que Naruto espiritualmente liberara el sello, pero el espíritu de su padre, Minato Namikaze rápidamente evitaría que esto pasara y restauraría el sello nuevamente). Finalmente y gracias a la intervención espiritual de Minato en su subconsciente, Naruto recupera el conocimiento, pero esta vez usando lo que quedaba de su senjutsu de sapo y rápidamente se da cuenta de lo que había hecho inconscientemente y se preocupa de que haya matado a los aldeanos y a Hinata mientras estuvo transformado en el zorro, pero el clon de Katsuyu le informa que afortunadamente nadie salió herido durante su transformación de Kurama, por otra parte el equipo Guy llega a donde esta Hinata y Tenten revisa la herida de Hinata y le informa a Neji que ubique a un ninja médico lo más rápido posible, ya que Hinata aún seguía con vida, aunque corre el riesgo de morir si no era atendida por un ninja médico rápido. Después de esto es sanada por Sakura, quien con tristeza, se percata de que el motivo por el que Hinata está en esas condiciones es por verdadero amor a Naruto. Luego de recuperarse, las noticias de que Naruto había derrotado a Pain llegan a través de Katsuyu. Cuando Naruto regresa y se convierte en héroe, se ve a Hinata llorar de emoción.

### Cuarta Gran Guerra Ninja
Después de que Obito Uchiha declara la guerra en la reunión de los 5 kages, se forma la Gran Alianza Shinobi la cual Hinata es asignada como miembro de la Segunda División de la alianza junto con Neji, Kurotsuchi y Karui. Ella comento que estaba un poco nerviosa, mientras que Karui le dijo que la guerra no había nada de que preocuparse. Sin embargo, al instante se da cuenta de que algunos ninjas no confían en los otros debido a que anteriormente eran enemigos.
Su equipo es más tarde enviado a una región donde el Ejército de Zetsu Blanco que viajan bajo suelo. Cuando Kurotsuchi y Kitsuchi utiliza su técnica para sacar del suelo a los Zetsus, ella y Neji atacan simultáneamente con un Palma de la Pared del Vacío de los Ocho Trigramas (八卦空壁掌 Hakke Kūhekishō?). Más tarde ella es vista salvando a su primo de ser atacado por uno de los Zetsus.  Cuando cae la noche, ella se une a la vigilancia shinobi y utiliza su Byakugan para detectar posibles enemigos. En el manga 615 cuando Obito lanza un ataque hacia Naruto con estacas de madera usando al Diez Colas, Hinata rápidamente se para enfrente de Naruto con tal de usar su cuerpo como escudo, pero justo cuando está a punto de morir, su primo Neji en el último segundo se sacrifica usando su cuerpo, para evitar que su prima y Naruto murieran, luego de ver morir a Neji, Obito trata de aprovecharse del dolor para hacer que Naruto entre en un estado de desesperación emocional y que este se rinda de una vez por todas, diciendo que el no puede proteger a sus amigos por más que diga o intente, entonces Hinata le da unas palabras de aliento. Naruto agradece a Hinata diciéndole: << Mi vida no es la única... Es gracias a que has permanecido a mi lado>> y al mismo tiempo Naruto se escucha <<Gracias a ti también Neji >> . Naruto sostiene la mano de Hinata para así incrementar el chakra de esta (que era parte de un plan hecho por Shikaku Nara), Hinata con el chakra de Kurama ya compuesto impide un nuevo ataque del Jubii para posteriormente ser acompañada por el resto del clan hyuga.
Hinata muestra su asombro por el chakra de Kurama que la había rodeado y aún más por el hecho de que Naruto estaba realmente en contacto con el chakra, Al ver eso Obito manda a la bestia a atacar para impedir que Naruto siga repartiendo su chakra a la Alianza, pero el ataque es interceptado por Hinata quien usa los Ocho Trigramas Palma del Vacío desviando uno de los brazos de la bestia que se dirigía hacia ella y Naruto, una hazaña que sorprendió a su padre quien mostró su preocupación de que la forma simple de la técnica había producido un efecto tan poderoso. Ella vio a Lee de luto por la muerte de Neji y escuchó sobre como Obito intentó desacreditar sus creencias en vano. Hinata se lanza al ataque junto con Naruto y los demás ninjas de la Alianza Shinobi cuando usan la formación de Ave Fénix al notar la molestia en el hombro de Naruto esta utiliza su Puño Suave para curar la dislocación permitiéndole realizar su ataque, pero la bestia con cola se recupera y los ataca resulta ilesa del ataque de Obito y Madara gracias al manto de chakra que Naruto les había dado. 
Luego que el chakra que cubría a todos desapareciera por el agotamiento de Naruto, Hinata dirige a un grupo de shinobis para formar una línea defensiva en frente de este mientras es curado por Sakura. Fue testigo de la llegada del cuarto Hokage al campo de batalla al escuchar que Kiba, Naruto y Sasuke querían convertirse en Hokages, se la vio diciendo que de repente todo el mundo quiere ser Hokage. A la llegada de Sasuke y con los 9 novatos reunidos después de los exámenes Chūnin y luego de una breve conversación entre todos se lanzan a atacar junto a los Clones de Hashirama quien les daría acceso a la barrera para poder enfrentar al Jubi. 
Tras la proclamación de Kiba de unirse a la lucha y luego de presenciar las acciones del equipo 7, Hinata se lanza a atacar a uno de los Mini Clones del Diez Colas, utiliza su Ocho Trigramas Treinta y Dos Palmas para golpearlo pensando que es lo máximo que puede llegar, pero entonces recuerda el entrenamiento con su primo Neji y cuando tomó la mano de Naruto, dándole la fuerza para llegar a las Sesenta y Cuatro Palmas, derrotando al clon; Hinata piensa que Naruto siempre está yendo hacia adelante y que ella siempre ha estado a su lado, y que esta vez irá hacia el final con las Sesenta y Cuatro Palmas, haciendo el Paso Suave Doble Puño de León lista para continuar peleando y diciéndose a sí misma que siempre hay qué moverse hacia adelante, aunque sea sólo un paso". 
Luego que Obito realiza el Sello Ataúd del Diez Colas de los Seis Caminos, Hinata observa con su Byakugan para tener un mejor panorama de la situación. Hinata confirma que la Bestia de las Diez Colas fue absorbida por completo por Obito, confirmándose que Obito es el nuevo jinchuriki del Diez Colas. Posteriormente, luego de ver que Obito fue impactado con el Elemento Quemar: Remolino del Vendaval de la Flecha de Luz Negra, Sakura le pregunta a Hinata que si puede ver a Naruto y a Sasuke. Hinata le responde que ambos están sonriendo. Con la situación aspecto sombrío como la Alianza fue atrapado en una barrera con una bestia bola cola -leña del árbol, Hinata y el otro shinobi pronto se vieron envuelto en la versión anterior 1 mantos de nuevo. Él y los demás posteriormente se encontraron en el exterior de la barrera, escapando de los ataques casi fatales gracias a Naruto y Minato de acción. Luego trató de explicar lo que había sucedido cuando un furioso Kiba maldijo que Naruto podría lograr tal hazaña. 
Como Obito desata la forma final del diez colas, el Shinju, sus ramas comienzan diezmando el campo de batalla y absorber el chakra de innumerables ninja, matándolos. Hashirama Senju junto con Ino Yamanaka tiene una vinculación telepáticamente para tratar de reunirlos a todos para que no se rindieran. Mientras que las palabras de Hashirama no logran inspirar a nadie, Senjutsu mejorada Modo Bestia cola de Naruto se combina con la telepatía de Ino hace que sus emociones y recuerdos personales que se transfieren a todo el mundo. Hinata simpatiza con Naruto por la pérdida de Neji y más tarde en los relojes en la preocupación que Naruto se une a Sasuke en el campo de batalla. Más tarde se miraba como Shikamaru fue resucitado como resultado de los esfuerzos combinados de Sakura, Naruto y Tsunade. Señaló que quería seguir caminando al lado de Naruto para que ella pudiera seguir dando que emplearse a fondo. 
Posteriormente, luego que Naruto y Sasuke combinaran sus poderes para formar un Zorro Armado de las Nueve Colas, Hinata, junto a los demás miembros de los 11 de Konoha, con Sai reemplazando a Sakura, se introdujeron en la bestia posicionándose en cada cola con un Rasengan por shinobi. Los shinobis atacaron simultáneamente al escudo de Obito para crear una abertura que permitiera que Naruto y Sasuke vencieran momentáneamente a Obito. Después de eso, ella y sus compañeros ayudaron a Naruto en la extracción del chakra de las Bestias con Cola del cuerpo de Obito para detener el florecimiento de Shinju.

### El regreso de Madara Uchiha
Más tarde, Hinata y el resto de la Alianza Shinobi son enfrentados por el Zetsu Remolino quien controla a una estatua gigante de varias manos con la cual ataca a los enemigos. Mientras la Alianza se enfrenta a esta amenaza, Kiba e Ino perciben un cambio en Naruto a través de sus sentidos. Hinata utiliza su Byakugan para tener una mejor perspectiva y logra ver que las palpitaciones del corazón de Naruto comienzan a disminuir, debido a la extracción violenta de Kurama por parte de Madara. Debido a la preocupación, Hinata aceleró el paso hacia la escena para ayudar, pero, de manera repentina, al haber agotado todo su chakra por el uso del Byakugan, se desvanece y al caer al suelo, comenzó a perder el conocimiento mientras le pedía a Neji que cuidara de Naruto. 

### El retorno de la Princesa
Una vez completo el plan de Madara cae en el Tsukuyomi Infinito, donde empieza a brotar múltiples raíces que la atrapan tomando su fuerza vital. Al estar dentro del genjutsu Hinata sueña teniendo una cita muy acaramelada con su amado Naruto mientras su hermana Hanabi y su primo Neji los espían. 
Después de que Naruto fue capaz de derrotar y reformar a Sasuke, Hinata junto con el resto del mundo fueron liberados del Tsukuyomi Infinito. Más tarde asistió al funeral de su primo Neji junto a Naruto y el resto de los ninjas de Konoha para también despedir a otros ninjas caídos durante la guerra.

### Epílogo
Los años pasaron después de finalizada la Cuarta Guerra Mundial Shinobi, Hinata se casó con Naruto y tuvieron dos hijos, Boruto Uzumaki y Himawari Uzumaki. Ella se ha convertido en una mujer mucho más madura. Hinata comprende la situación de su esposo como el Séptimo Hokage, y entiende que no puede estar tanto tiempo con ella y los niños. Hinata ha demostrado ser una esposa y madre amorosa y protectora. Un día visitó junto a su hija Himawari la tumba de su primo Neji Hyūga para llevarle unos Girasoles, las cuales eran las flores favoritas de él. Luego de colocarlas Himawari le preguntó a Hinata si él estaría feliz por eso, su madre afirma esto diciendo que tenía el mismo nombre de las flores, esto alegró a Himawari quien le dijo que la próxima vez quería ir con su hermano.

## Apariencia
Hinata tiene el cabello violeta oscuro, y la piel blanca con cierto toque pálido. Rasgos que heredara de su madre, además de los ojos blancos característicos del Clan Hyuga. Estos ojos no son ojos comunes, se trata de un Dojutsu llamado Byakugan el cual permite a los usuarios ver los puntos y las redes de chakra del interior de los cuerpos de sus oponentes y poder ver todo lo que les rodee en un rango de visión muy amplificado. En la primera parte de la historia, Hinata mantiene una expresión tímida constante aunque en la segunda parte de la historia, este retazo de timidez va disminuyéndose en situaciones muy serias (salvo cuando está junto a Naruto). 
En la Parte I, tiene el pelo corto, con dos largos mechones a los lados enmarcando su cara y el flequillo recto. Vestía con una camisa negra, pantalones azul marino y una chaqueta de color crema, con el símbolo de fuego en ambas mangas y piel artificial alrededor de los puños y el bajo de la prenda. Después de obtener su rango Genin, empezó a utilizar su banda ninja alrededor de su cuello.
En la Parte II, Hinata se deja crecer el cabello hasta la mitad de la espalda y su figura se desarrolla mejor mostrando un busto más pronunciado. Los mechones que enmarcan su rostro aún se mantienen, pero son más largos debido al crecimiento de su pelo. Después de convertirse en Chūnin, su vestimenta consta de una chaqueta de color lavanda y blanco, además de una camisa de rejilla negra, unos pantalones azul marino y unas sandalias negras. A pesar de que sigue usando su banda ninja en el mismo lugar, la única diferencia es que la cinta de su banda la cambio del color azul a un color negro.
En la Cuarta Gran Guerra Ninja, usa un chaleco táctico, pero según parece no utiliza la banda ninja oficial de la alianza shinobi.
Dos años después de la cuarta guerra mundial shinobi, a la edad de 18 años, Hinata ha cambiado su anterior vestuario por uno un poco más revelador y cómodo para el combate, ella usa una blusa sin mangas tipo kimono de color lavanda oscuro, atado con un obi color púrpura oscuro, además de un pantalón corto azul marino, calzas negras translucidas que dejan ver parte de su muslo, cambio sus sandalias por unas largas botas negras. El cabello de Hinata también cambió, volviéndose más largo y más voluminoso. Al igual que en la guerra ninja ella dejó de usar la banda de Konoha. Cuando no está en una misión ella viste una blusa larga color gris, debajo de una camiseta color rosa, pantalones negros debajo de una falda color crema, y un par de sandalias.
Después de caer bajo el control mental de Toneri Ōtsutsuki. Durante su ceremonia de casamiento, ella uso un atuendo de novia negro, con guantes largos y un turbante negro, además de otros accesorios.
Cuando Hinata y Naruto se casaron, ella uso un kimono de bodas tradicional blanco, unas flores adornado su cabello y lápiz labial. 
Después de convertirse en madre, Hinata se corto su cabello hasta la altura de los hombros. Su atuendo consistía en una chaqueta marrón con una blusa color púrpura oscuro y una falda color crema. 
Años después dejó su cabello crecer otra vez, atándolo con una cola de caballo, además de que viste en una blusa blanca de manga larga debajo de un vestido color lavanda y pantalones azules. 
Para el tiempo de la graduación de su hijo Boruto, ella se ha cortado su cabello nuevamente, ella actualmente viste una chaqueta corta de color lavanda con una camisa blanca debajo, pantalones cortos color marrón y un par de botas color púrpura.

## Personalidad
Al encontrarse el Rookie 9 en el aula 301 de la Academia Ninja para presentar el examen chūnin, Naruto describió a Hinata como: «Una rara que mira para otro lado cuando la volteo a ver. Una chica tímida de pocas palabras... creo». Es probable que dicha timidez provenga de su complejo de inferioridad provocado por la falta de atención de su padre, luego de ser derrotada por su hermana y preferir entrenar a su hermana menor Hanabi Hyūga. Este complejo desarrollaría en Hinata una falta de determinación y de confianza en sí misma que, de acuerdo con su maestra, a pesar del duro entrenamiento al que ella se sometía, la hacía fracasar en cada misión que le era asignada. Esos defectos, sin embargo, también serían el fundamento de la atracción romántica que Hinata sentía hacia Naruto: Dado que, desde sus tiempos en la Academia, ella observaría a escondidas la personalidad de él así como el duro entrenamiento que este realizaba, la primogénita del clan Hyūga admiraría del joven Uzumaki la determinación, autoconfianza y fuerza que este poseía, cualidades de las que ella sentía carecer.
Ella intenta romper siempre su timidez para entablar una conversación con Naruto, ya sea para animarlo o para dar lo mejor de sí cuando él está cerca; y se vuelve muy asertiva con el comportamiento del joven shinobi, nunca dudando en defenderlo, incluso de él mismo. Finalmente, Hinata ve en Naruto un ejemplo a seguir en la búsqueda por su propio crecimiento personal, entrenando con el propósito de ser igual que Naruto. 
Entre otras cualidades, vemos que Hinata también es reflexiva, serena, muy educada, bondadosa y algo inocente, como se ha señalado desde siempre, utilizando los títulos honoríficos correspondientes cuando habla con la gente. Ella es también muy suave con las demás personas, un rasgo que su primo Neji y su padre solían considerar un defecto y no le gusta competir ni luchar. Ella ha demostrado ser muy empática, debido a su educación, es uno de los pocos personajes que se identifica con la infancia dolorosa y amarga de Naruto y el deseo de ser reconocido y aceptado por todos. Ya en su infancia, como resultado de las altas expectativas de su clan como su heredera y el duro entrenamiento agotador de su padre y ser considerada como un fracaso y deshonra, a Hinata le había faltado confianza en sí misma. 
Aunque su padre la considerara un fracaso, Hinata ha demostrado que es muy trabajadora en lo que se propone (algo de lo que su padre no se percata desde el comienzo) siempre esforzándose en sacar lo mejor de sí misma cambiando para mejorar, aunque inicialmente esta falta de confianza en sí misma le impedía ser fuerte incluso en las misiones. A medida que la serie avanzaba, Hinata llegó a ser más abierta acerca de su opinión y ser segura, como cuando demostró la voluntad, de vez en cuando, a tomar una acción decisiva. En el momento de la Cuarta Guerra Mundial Shinobi, su valentía y la confianza se ha extendido a la parte en que ella está dispuesta a poner su propia vida en riesgo, por su gente, el mundo, sus amigos y la familia. Su fe, confianza y valentía sobrepasan los límites y es más notorio después de la muerte de Neji y cuando fue capaz de calmarse e incluso detener a Obito Uchiha de atormentar y llevar a la oscuridad a Naruto y más de levantarse ante la muerte de su querido primo y darle valentía al Salvador del Mundo.
La creciente confianza en sí misma proviene principalmente de su antigua admiración por Naruto, ya que ella fue inspirada por su entusiasmo, optimismo y determinación inquebrantable para proteger a sus seres queridos y de no rendirse ante nada. A medida que la serie avanzaba, su admiración hacia él se convirtió en verdadera atención y afecto, con el tiempo se convirtió en amor hacia el último jinchuriki de Kurama. Hinata también tiene una inquebrantable fe en el Salvador Naruto, creyendo que algún día logrará su objetivo de convertirse en Hokage. Durante la invasión de Pain, Hinata finalmente confesó su amor a Naruto y también estaba dispuesta a protegerlo, incluso a costa de su propia vida. Después de que Neji fuera asesinado por Obito, a pesar del dolor y calvario de la pérdida de un gran héroe, ella fue la única quien con sus palabras le dio el valor a Naruto para no ceder y renunciar a sí mismo, reiterando sus compartidos y unidos caminos ninja, lo que demuestra lo lejos que ha llegado. 
Hinata se lleva bien con sus compañeros del equipo 8. Con Kiba y sus acciones hacia ella son a menudo motivadas por su preocupación por ella, como cuando él la instó a renunciar si combatía a Neji o Gaara durante los exámenes de Chunin. Kiba también es consciente de sus sentimientos por Naruto, ya que en ciertas ocasiones tiende a burlarse de ella solo para avergonzarla o simplemente jugarle una broma, diciéndole que Naruto está cerca cuando él no está o señalar cuando se sonroja cuando piensa en Naruto. Shino posee una confianza serena en Hinata y hará que un punto de asegurar a los demás cuando dudar o preocuparse por ella. Hinata también es la más cercana a su sensei, que no sólo está interesada en el crecimiento de Hinata como un ninja, sino también como persona.
Ella sabe de las luchas personales de Hinata y a diferencia de su padre exigente, Kurenai hace su mejor esfuerzo para entrenar a Hinata en las formas en que ella sabe que su alumna responderá mucho mejor. Después de que Hinata fuera derribada por última vez por Neji en los exámenes de Chunin, Kurenai silenciosamente felicitó a su estudiante por su gran perseverancia. Al igual que Kiba, Kurenai es consciente del afecto a Naruto y la alienta a expresarse con él. Al final de la Parte I, Hinata fue capaz de fomentar mejor sus relaciones tanto con Neji y su padre y comenzó a entrenar con ellos poco a poco y así como cada vez más cerca y más fuertes juntos como una familia demostrando que ella es capaz de no sólo ser un líder del clan sino una gran persona, fuerte y bondadosa.
Hinata también ha demostrado que puede ser seria cuando la situación lo requiere y de hacer un sacrificio por un bien mayor, como por ejemplo, cuando traicionó a Naruto para irse con Toneri Ōtsutsuki, ya que ella estaba planeando llegar al castillo de Toneri y rescatar a su hermana menor y salvar al mundo entero por su cuenta, pero al final dicho plan fracaso, ya que Toneri Ōtsutsuki había descubierto el plan de Hinata.
Después de casarse con Naruto y convertirse en madre de Boruto Uzumaki y Himawari Uzumaki, se ha convertido en una persona mucho más madura y aburrida, incluso desarrolló un lado estricto al recordarle a sus hijos que no salgan con los pies descalzos cuando fueron a abrazar a su padre y según palabras de su hijo Boruto, Hinata también es muy estricta con los estudios de Boruto, incluso antes de que este ingresara a la Academia Ninja, incluso después que ingresa a la clase, está al tanto de los movimientos de Boruto, debido a que el profesor de este es su viejo compañero de equipo, Shino Aburame. 
Otro ejemplo de su faceta estricta puede verse con Boruto, cuando por ejemplo, descubre que ha estado faltando a clases en la academia o también cuando se muestra enérgica con su esposo y su hijo, cuando estos dos están discutiendo en la cocina de la casa en un episodio del anime Boruto: Naruto Next Generations cuando su hija Himawari cayó enferma y ella simplemente activa su Byakugan (dando a entender que esta relativamente furiosa) y le alza la voz a los dos para enfatizar su autoridad y los termina sacando afuera de la casa. 
Hinata ha probado ser una esposa y madre amable y protectora.

### Acerca del Anime
- Como otros personajes del Rookie 9, Hinata aparecería en el Anime desde el primer episodio, mientras que en el Manga solo lo haría hacia el capítulo 39. Esto, sin embargo y volviéndose una excepción, provocaría involuntariamente una diferencia de contenido entre la ilustración y la animación: así, en el manga, el autor solo vendría a mostrar durante los exámenes chūnin la existencia de una atracción unilateral de ella hacía Naruto y luego las razones de dicha atracción. En la serie animada, en cambio se dice que dicha atracción existe desde que eran compañeros de clase en la Academia Ninja, infiriendo además la existencia de otras razones adicionales a las ya relatadas durante los combates preliminares de los exámenes chūnin. No fue hasta en el capítulo 166 de la segunda parte del anime, en donde estas razones se hacen mucho más evidentes.

- Hinata es protagonista de su propio ending en el anime, durante la saga del Asalto de Pain llamado "Jitensha" (traducido: Bicicleta) por Oreskaband.

## Recepción
En las primeras tres encuestas que la Weekly Shonen Jump hizo hasta el 2005 sobre personajes favoritos de la serie, Hinata estuvo en el Top 10 llegando a ser la sexta más popular. Esta situación se mantendría aún en la cuarta encuesta, hecha en el 2004, donde Hinata perdía, por vez primera, su estatus de Top-10. A partir de la quinta encuesta se volvería a ver superada por Sakura en popularidad y, en la sexta encuesta, hecha en el 2005, se observaría un declive en el que Hinata ocuparía su posición más baja hasta el momento: 13.º. Y por último, en la última encuesta realizada en el 2011, Hinata vuelve a quedar en el top 12 en el puesto número 10.
| Encuesta (Fecha de publicación —como Tankōbon—) | Episodio | Posición |
| ----------------------------------------------- | -------- | -------- |
| 1 (05/01/2001)                                  | 60       | 10.º     |
| 2 (05/01/2002)                                  | 107      | 6.º      |
| 3 (05/01/2003)                                  | 146-147  | 6.º      |
| 4 (04/30/2004)                                  | 199      | 12.º     |
| 5 (03/06/2005)                                  | 245      | 9.º      |
| 6 (05/06/2006)                                  | 293      | 13.º     |

## Aparición en otros medios
Fuera de la serie, aparece en los OVA Naruto: ¡Torneo de Combates Mixtos! y El festival deportivo de Konoha; así como en una escena de Naruto Shippūden: La película. Tuvo también un papel importante en Naruto Shippūden 2: Kizuna ya que iba en la misión principal junto a Naruto y Sakura Por otra parte, en la mayoría de los videojuegos acerca de la serie, es un personaje jugable para el usuario. Debido a la falta de información sobre las habilidades de pelea de Hinata, los desarrolladores le han otorgado nuevas técnicas de combate con el fin de equipararla en cantidad con otros personajes jugables. Por ejemplo, en Naruto: Ultimate Ninja 2 y en Naruto: Gekitō Ninja Taisen 4, Hinata está permanentemente usando su Byakugan.

## Misiones completas
Estas son las misiones que Hinata ha realizado durante el transcurso de la serie.
- Misiones D: 10
- Misiones C: 14
- Misiones B: 8
- Misiones A: 2
- Misiones S: 0